# 제시카 클라크
제시카 클라크(Jessica Clark, 1985년 4월 21일 ~ )는 영국의 배우, 모델이다.

## 출연 작품
- 포켓 리스팅 (2015)
- 퍼펙트 엔딩 (2012)